# Estadi Municipal d'Arouca
L'Estadi Municipal d'Arouca (en portuguès Estádio Municipal d'Arouca) és un estadi de futbol associatiu situat a Arouca, Portugal, que és utilitzat pel FC Arouca com a seu.
Propietat del municipi local, va ser construït l'any 2006 mentre l'Arouca encara jugava a les lligues regionals d'Aveiro. La renovació i ampliació importants es van completar el juliol de 2013, a temps per al debut de l'Arouca a la Primeira Liga de primer nivell.